# The Ultimate Collection (альбом Донны Саммер, 2016)
The Ultimate Collection — бокс-сет американской певицы Донны Саммер, выпущенный 18 ноября 2016 года на лейбле Driven By The Music в Европе.

## Об альбоме
Сборник был выпущен в нескольких изданиях. Самое полное — коллекционное — состоит из трёх дисков, на которых, помимо стандартного списка хитов, также можно найти редкие записи певцы (на немецком), сделанные в Германии во время участия в различных мюзиклах, популярные ремиксы и «европейские хиты» из дебютного альбома. Помимо прочего, сборник включает в себя ряд коллабораций (с Барброй Стрейзанд, The Brooklyn Dreams, Musical Youth и Полом Джабарой) и песен, используемых в саундтреках к различным фильмам («Бездна», «Слава Богу, сегодня пятница», «Танец-вспышка»).
Сокращённый трек-лист представлен на стандартном CD-издании и двойном виниле.
В буклете, прилагаемом к изданиям на CD также можно найти воспоминания продюсеров Пита Белотта и Харольда Фальтермайера о Донне Саммер.
В альбомном чарте Великобритании сборник занял 30 место, а в 2019 году получил там серебряную сертификацию.

## Список композиций

### Стандартное издание
| №   | Название                         | Автор(ы)                                                | {{{extra_column}}}                                | Длительность |
| --- | -------------------------------- | ------------------------------------------------------- | ------------------------------------------------- | ------------ |
| 1.  | «I Feel Love»                    | Донна Саммер, Джорджо Мородер, Пит Белотт               | I Remember Yesterday (1977)                       | 5:53         |
| 2.  | «MacArthur Park»                 | Джимми Уэбб                                             | Live and More (1978)                              | 3:56         |
| 3.  | «This Time I Know It’s for Real» | Донна Саммер, Мэтт Эйткен, Пит Уотерман, Майк Сток      | Another Place and Time (1989)                     | 3:36         |
| 4.  | «Hot Stuff»                      | Пит Белотт, Харольд Фальтермайер, Кит Форси             | Bad Girls (1979)                                  | 3:49         |
| 5.  | «Dinner with Gershwin» (Edit)    | Бренда Расселл                                          | All Systems Go (1987)                             | 4:10         |
| 6.  | «I Remember Yesterday»           | Донна Саммер, Джорджо Мородер, Пит Белотт               | I Remember Yesterday (1977)                       | 4:46         |
| 7.  | «Bad Girls»                      | Донна Саммер, Брюс Судано, Эдвард Хокнсон, Джо Эспозито | Bad Girls (1979)                                  | 3:54         |
| 8.  | «State of Independence»          | Джон Андерсон, Вангелис                                 | Donna Summer (1982)                               | 4:24         |
| 9.  | «She Works Hard for the Money»   | Донна Саммер, Майкл Омартиан                            | She Works Hard for the Money (1983)               | 4:30         |
| 10. | «On the Radio»                   | Донна Саммер, Джорджо Мородер                           | On the Radio: Greatest Hits Volumes I & II (1979) | 4:04         |
| 11. | «Last Dance»                     | Пол Джабара                                             | Thank God It’s Friday (1978)                      | 3:18         |

| №  | Название                                       | Автор(ы)                                  | {{{extra_column}}}                                | Длительность |
| -- | ---------------------------------------------- | ----------------------------------------- | ------------------------------------------------- | ------------ |
| 1. | «No More Tears (Enough Is Enough)»             | Пол Джабара, Брюс Робертс                 | On the Radio: Greatest Hits Volumes I & II (1979) | 4:47         |
| 2. | «Love’s Unkind»                                | Донна Саммер, Джорджо Мородер, Пит Белотт | I Remember Yesterday (1977)                       | 4:26         |
| 3. | «Love to Love You Baby»                        | Донна Саммер, Джорджо Мородер, Пит Белотт | Love to Love You Baby (1975)                      | 3:21         |
| 4. | «Down Deep Inside» (Theme from ‘The Deep’)     | Донна Саммер, Джон Барри                  | The Deep (1977)                                   | 4:23         |
| 5. | «I Love You»                                   | Донна Саммер, Джорджо Мородер, Пит Белотт | Once Upon a Time (1977)                           | 3:19         |
| 6. | «Love Is in Control (Finger on the Trigger)»   | Куинси Джонс, Род Темпертон, Мерриа Росс  | Donna Summer (1982)                               | 3:42         |
| 7. | «I Don’t Wanna Get Hurt» (7" Remix)            | Мэтт Эйткен, Пит Уотерман, Майк Сток      | Another Place and Time (1989)                     | 3:32         |
| 8. | «Love’s About to Change My Heart» (PWL 7" Mix) | Мэтт Эйткен, Пит Уотерман, Майк Сток      | Another Place and Time (1989)                     | 3:45         |

### Виниловое издание
| №  | Название                         | Автор(ы)                                           | {{{extra_column}}}            | Длительность |
| -- | -------------------------------- | -------------------------------------------------- | ----------------------------- | ------------ |
| 1. | «I Feel Love»                    | Донна Саммер, Джорджо Мородер, Пит Белотт          | I Remember Yesterday (1977)   | 5:53         |
| 2. | «MacArthur Park»                 | Джимми Уэбб                                        | Live and More (1978)          | 3:58         |
| 3. | «This Time I Know It’s for Real» | Донна Саммер, Мэтт Эйткен, Пит Уотерман, Майк Сток | Another Place and Time (1989) | 3:38         |
| 4. | «Hot Stuff»                      | Пит Белотт, Харольд Фальтермайер, Кит Форси        | Bad Girls (1979)              | 3:56         |
| 5. | «Dinner with Gershwin» (Edit)    | Бренда Расселл                                     | All Systems Go (1987)         | 4:11         |

| №  | Название               | Автор(ы)                                                | {{{extra_column}}}                                | Длительность |
| -- | ---------------------- | ------------------------------------------------------- | ------------------------------------------------- | ------------ |
| 1. | «I Remember Yesterday» | Донна Саммер, Джорджо Мородер, Пит Белотт               | I Remember Yesterday (1977)                       | 4:47         |
| 2. | «Bad Girls»            | Донна Саммер, Брюс Судано, Эдвард Хокнсон, Джо Эспозито | Bad Girls (1979)                                  | 3:56         |
| 3. | «On the Radio»         | Донна Саммер, Джорджо Мородер                           | On the Radio: Greatest Hits Volumes I & II (1979) | 4:07         |
| 4. | «Heaven Knows»         | Донна Саммер, Джорджо Мородер, Пит Белотт               | On the Radio: Greatest Hits Volumes I & II (1979) | 3:54         |
| 5. | «Last Dance»           | Пол Джабара                                             | Thank God It’s Friday (1978)                      | 3:20         |

| №  | Название                                   | Автор(ы)                                  | {{{extra_column}}}                                | Длительность |
| -- | ------------------------------------------ | ----------------------------------------- | ------------------------------------------------- | ------------ |
| 1. | «No More Tears (Enough Is Enough)»         | Пол Джабара, Брюс Робертс                 | On the Radio: Greatest Hits Volumes I & II (1979) | 4:49         |
| 2. | «Love’s Unkind»                            | Донна Саммер, Джорджо Мородер, Пит Белотт | I Remember Yesterday (1977)                       | 4:28         |
| 3. | «Love to Love You Baby»                    | Донна Саммер, Джорджо Мородер, Пит Белотт | Love to Love You Baby (1975)                      | 3:20         |
| 4. | «Down Deep Inside» (Theme from ‘The Deep’) | Донна Саммер, Джон Барри                  | The Deep (1977)                                   | 4:23         |
| 5. | «Could It Be Magic»                        | Адриен Андерсен, Барри Манилоу            | A Love Trilogy (1976)                             | 3:56         |

| №  | Название                                       | Автор(ы)                                  | {{{extra_column}}}            | Длительность |
| -- | ---------------------------------------------- | ----------------------------------------- | ----------------------------- | ------------ |
| 1. | «I Love You»                                   | Донна Саммер, Джорджо Мородер, Пит Белотт | Once Upon a Time (1977)       | 3:20         |
| 2. | «Rumour Has It»                                | Донна Саммер, Джорджо Мородер, Пит Белотт | Once Upon a Time (1977)       | 3:51         |
| 3. | «Love Is in Control (Finger on the Trigger)»   | Куинси Джонс, Род Темпертон, Мерриа Росс  | Donna Summer (1982)           | 3:42         |
| 4. | «I Don’t Wanna Get Hurt» (7" Remix)            | Мэтт Эйткен, Пит Уотерман, Майк Сток      | Another Place and Time (1989) | 3:32         |
| 5. | «Love’s About to Change My Heart» (PWL 7" Mix) | Мэтт Эйткен, Пит Уотерман, Майк Сток      | Another Place and Time (1989) | 3:45         |

### Коллекционное издание
| №   | Название                              | Автор(ы)                                                | {{{extra_column}}}                                | Длительность |
| --- | ------------------------------------- | ------------------------------------------------------- | ------------------------------------------------- | ------------ |
| 1.  | «I Feel Love»                         | Донна Саммер, Джорджо Мородер, Пит Белотт               | I Remember Yesterday (1977)                       | 5:53         |
| 2.  | «MacArthur Park»                      | Джимми Уэбб                                             | Live and More (1978)                              | 3:58         |
| 3.  | «This Time I Know It’s for Real»      | Донна Саммер, Мэтт Эйткен, Пит Уотерман, Майк Сток      | Another Place and Time (1989)                     | 3:38         |
| 4.  | «Hot Stuff»                           | Пит Белотт, Харольд Фальтермайер, Кит Форси             | Bad Girls (1979)                                  | 3:51         |
| 5.  | «Dinner with Gershwin» (Edit)         | Бренда Расселл                                          | All Systems Go (1987)                             | 4:11         |
| 6.  | «Bad Girls»                           | Донна Саммер, Брюс Судано, Эдвард Хокнсон, Джо Эспозито | Bad Girls (1979)                                  | 3:54         |
| 7.  | «State of Independence»               | Джон Андерсон, Вангелис                                 | Donna Summer (1982)                               | 4:24         |
| 8.  | «Rumour Has It»                       | Донна Саммер, Джорджо Мородер, Пит Белотт               | Once Upon a Time (1977)                           | 3:51         |
| 9.  | «The Wanderer»                        | Донна Саммер, Джорджо Мородер                           | The Wanderer (1980)                               | 3:48         |
| 10. | «She Works Hard for the Money»        | Донна Саммер, Майкл Омартиан                            | She Works Hard for the Money (1983)               | 4:33         |
| 11. | «All Systems Go» (Edit)               | Донна Саммер, Харольд Фальтермайер                      | All Systems Go (1987)                             | 4:00         |
| 12. | «On the Radio»                        | Донна Саммер, Джорджо Мородер                           | On the Radio: Greatest Hits Volumes I & II (1979) | 4:04         |
| 13. | «Heaven Knows»                        | Донна Саммер, Джорджо Мородер, Пит Белотт               | On the Radio: Greatest Hits Volumes I & II (1979) | 3:54         |
| 14. | «Sunset People»                       | Пит Белотт, Харольд Фальтермайер, Кит Форси             | Bad Girls (1979)                                  | 6:24         |
| 15. | «Eyes» (Jellybean Remix Edit)         | Донна Саммер, Майкл Омартиан                            |                                                   | 3:49         |
| 16. | «Power of Love» (Hani’s Mixshow Edit) | Лютер Вандросс, Маркус Миллер, Тедди Ванн               |                                                   | 5:45         |
| 17. | «I’m a Fire» (Solitaire Club Mix)     | Донна Саммер, Себастьян Мортон, Эл Каша                 |                                                   | 7:09         |
| 18. | «Last Dance»                          | Пол Джабара                                             | Thank God It’s Friday (1978)                      | 3:18         |

| №   | Название                                                  | Автор(ы)                                                | {{{extra_column}}}                                  | Длительность |
| --- | --------------------------------------------------------- | ------------------------------------------------------- | --------------------------------------------------- | ------------ |
| 1.  | «No More Tears (Enough Is Enough)» (с Барброй Стрейзанд)  | Пол Джабара, Брюс Робертс                               | On the Radio: Greatest Hits Volumes I & II (1979)   | 4:49         |
| 2.  | «Love’s Unkind»                                           | Донна Саммер, Джорджо Мородер, Пит Белотт               | I Remember Yesterday (1977)                         | 4:26         |
| 3.  | «Love to Love You Baby» (Single Edit)                     | Донна Саммер, Джорджо Мородер, Пит Белотт               | Love to Love You Baby (1975)                        | 3:20         |
| 4.  | «Down Deep Inside» (Theme from ‘The Deep’)                | Донна Саммер, Джон Барри                                | The Deep (1977)                                     | 4:24         |
| 5.  | «Could It Be Magic»                                       | Адриен Андерсен, Барри Манилоу                          | A Love Trilogy (1976)                               | 3:56         |
| 6.  | «Try Me, I Know We Can Make It»                           | Донна Саммер, Джорджо Мородер, Пит Белотт               | A Love Trilogy (1976)                               | 4:48         |
| 7.  | «Spring Affair»                                           | Донна Саммер, Джорджо Мородер, Пит Белотт               | Four Seasons of Love (1976)                         | 4:03         |
| 8.  | «I Love You»                                              | Донна Саммер, Джорджо Мородер, Пит Белотт               | Once Upon a Time (1977)                             | 3:20         |
| 9.  | «Unconditional Love» (With Musical Youth)                 | Донна Саммер, Майкл Омартиан                            | She Works Hard for the Money (1983)                 | 3:58         |
| 10. | «Love Is in Control (Finger on the Trigger)»              | Куинси Джонс, Род Темпертон, Мерриа Росс                | Donna Summer (1982)                                 | 3:44         |
| 11. | «I Don’t Wanna Get Hurt» (7" Remix)                       | Мэтт Эйткен, Пит Уотерман, Майк Сток                    | Another Place and Time (1989)                       | 3:32         |
| 12. | «When Love Takes Over You» (Remix)                        | Мэтт Эйткен, Пит Уотерман, Майк Сток                    | Another Place and Time (1989)                       | 3:38         |
| 13. | «Breakaway» (Power Radio Mix)                             | Мэтт Эйткен, Пит Уотерман, Майк Сток                    | Another Place and Time (1989)                       | 3:59         |
| 14. | «Melody of Love (Wanna Be Loved)» (West End 7" Radio Mix) | Донна Саммер, Джо Каррано, Роберт Кливиллес, Дэвид Коул | Endless Summer: Donna Summer’s Greatest Hits (1994) | 4:17         |
| 15. | «Winter Melody»                                           | Донна Саммер, Джорджо Мородер, Пит Белотт               | Four Seasons of Love (1976)                         | 4:04         |
| 16. | «The Woman in Me»                                         | Джон Беттис, Майкл Кларк                                | Donna Summer (1982)                                 | 3:56         |
| 17. | «Back in Love Again»                                      | Донна Саммер, Джорджо Мородер, Пит Белотт               | I Remember Yesterday (1977)                         | 3:58         |
| 18. | «Dim All the Lights»                                      | Донна Саммер                                            | Bad Girls (1979)                                    | 4:25         |
| 19. | «Cold Love» (Edit)                                        | Пит Белотт, Харольд Фальтермайер, Кит Форси             | The Wanderer (1980)                                 | 3:18         |
| 20. | «Love’s About to Change My Heart» (PWL 7" Mix)            | Мэтт Эйткен, Пит Уотерман, Майк Сток                    | Another Place and Time (1989)                       | 3:45         |

| №   | Название                                                                                    | Автор(ы)                                                       | {{{extra_column}}}          | Длительность |
| --- | ------------------------------------------------------------------------------------------- | -------------------------------------------------------------- | --------------------------- | ------------ |
| 1.  | «I Remember Yesterday»                                                                      | Донна Саммер, Джорджо Мородер, Пит Белотт                      | I Remember Yesterday (1977) | 4:47         |
| 2.  | «Wasserman (Aquarius)»                                                                      | Вальтер Брандин, Гольт Макдермот                               |                             | 3:12         |
| 3.  | «Oh, Segne Gott Mein’ Seel / Bless the Lord» (From German Cast Recording of 'Godspell')     | Роберт Гилберт, Стивен Шварц                                   |                             | 2:45         |
| 4.  | «Lady of the Night»                                                                         | Джорджо Мородер, Пит Белотт                                    | Lady of the Night (1974)    | 3:58         |
| 5.  | «The Hostage»                                                                               | Джорджо Мородер, Пит Белотт                                    | Lady of the Night (1974)    | 4:16         |
| 6.  | «Something’s Missing (In My Life)» (Пол Джабара с участием специального гостя Донны Саммер) | Пол Джабара, Джей Эшер                                         |                             | 5:41         |
| 7.  | «Once Upon a Time»                                                                          | Донна Саммер, Джорджо Мородер, Пит Белотт                      |                             | 4:17         |
| 8.  | «Shut Out» (Пол Джабара с участием специального гостя Донны Саммер)                         | Пол Джабара, Боб Эстли                                         |                             | 3:12         |
| 9.  | «Walk Away»                                                                                 | Пит Белотт, Харольд Фальтермайер                               |                             | 4:31         |
| 10. | «Never Lose Your Sense of Humor» (Пол Джабара с участием специального гостя Донны Саммер)   | Пол Джабара                                                    |                             | 3:30         |
| 11. | «Highway Runner»                                                                            | Донна Саммер, Джорджо Мородер                                  |                             | 3:28         |
| 12. | «I Feel Love» (Part 1) (Special Version Remix By Patrick Cowley)                            | Донна Саммер, Джорджо Мородер, Пит Белотт                      |                             | 3:47         |
| 13. | «Romeo»                                                                                     | Пит Белотт, Сильвестр Левей                                    |                             | 3:18         |
| 14. | «When Love Cries» (Radio Remix)                                                             | Донна Саммер, Кит Даймонд, Пол Читен, Энтони Смит, Ларри Хенли |                             | 4:09         |
| 15. | «I Will Go with You (Con te partirò)»                                                       | Донна Саммер, Лучио Кварантото, Франческо Сартори              |                             | 4:04         |
| 16. | «Love Is the Healer» (Eric Kupper’s I Feel Healed 7" Mix)                                   | Донна Саммер, Натан Деджезир                                   |                             | 3:58         |
| 17. | «I Got Your Love» (Radio Edit)                                                              | Донна Саммер, Брюс Робертс                                     |                             | 3:58         |
| 18. | «Stamp Your Feet» (Jason Nevins Radio Mix)                                                  | Донна Саммер, Даниэль Бризбуа, Грег Кёрстин                    |                             | 3:46         |
| 19. | «Fame (The Game)» (Dave Aude Radio)                                                         | Донна Саммер, Тоби Гад                                         |                             | 3:48         |
| 20. | «To Paris With Love» (Mendy Radio Edit)                                                     | Донна Саммер, Брюс Робертс                                     |                             | 4:00         |

## Чарты
| Чарт (2016)                      | Высшая позиция |
| -------------------------------- | -------------- |
| Великобритания (UK Albums Chart) | 30             |

## Продажи и сертификации
| Регион                                                      | Сертификация | Продажи |
| ----------------------------------------------------------- | ------------ | ------- |
| Великобритания (BPI)                                        | Серебряный   | 60 000  |
| ^ Данные о тиражах приведены только на основе сертификации. |              |         |